# Шошков, Евгений Николаевич
Евгений Николаевич Шошков (29 января 1928, Казань — 15 апреля 2002, Санкт-Петербург) — советский и российский автор, биограф, историк науки.

## Биография
Родился в 1928 году в городе Казань в семье служащих. В 1950 году окончил ЛЭТИ им. В. И. Ульянова (Ленина). С 1951 года служба в ВМФ. В 1976 году уволен в запас в звании капитана 1-го ранга.
Работал научным сотрудником на предприятиях ОПК.
Умер от сердечной недостаточности 15 апреля 2002 года. Похоронен на Большеохтинском кладбище.

## Творчество
Осуществил ряд уникальных исторических исследований в областях истории науки и сталинских репрессий. Работы Евгения Шошкова позволили воссоздать множество биографий репрессированных в годы Большого террора талантливых советских инженеров и технических работников .
Высокую оценку одного из основоположников советского телерадиовещания Владимира Маковеева получила написанная в соавторстве с Виктором Урваловым книга об Александре Шорине.
Создал биографию в событиях, датах и комментариях А. М. Щастного - первого главнокомандующего Балтийским флотом, возглавившего героический переход 200 кораблей Балтийского флота из Гельсингфорса в Кронштадт, впоследствии ставших ядром ВМФ СССР, и расстрелянного 22 июня 1918 года.
Вместе с Виктором Правдюком создал документальный фильм «Дело Алексея Щастного».

## Избранная библиография
- Л. Б. Карлов, Е. Н. Шошков. Гидроакустика в военном деле. — Оборонгиз, 1963.
- И. И. Клюкин, Е. Н. Шошков. Константин Васильевич Шкловский. — 1984.
- Л. И. Золотинкина, Е. Н. Шошков. Имант Георгиевич Фрейман. — 1989.
- Е. Н. Шошков. Репрессированное Остехбюро. — Санкт-Петербург: Мемориал, 1995. — ISBN 5-87427-006-5.
- Б. Б. Брюханов, Е. Н. Шошков. Оправданию не подлежит. Ежов и ежовщина 1936—1938. — Петровский фонд, 1998.
- Е. Н. Шошков. Наморси А.М. Щастный. — Санкт-Петербург: Петровский фонд, 2001. — ISBN 5755900515.
- А. Г. Грабарь, И. С. Захаров, В. И. Тимошенко, Е. Н. Шошков. История гидроакустики (1900—2000 гг.). — Ростовское областное книгоиздательство, 2002. — ISBN 5-7509-0621-3.
- Е. Н. Шошков, И. С. Захаров. Первый советский адмирал-гидроакустик. — 2005.
- В. А. Урвалов, Е. Н. Шошков. Александр Федорович Шорин. — Санкт-Петербург: Наука, 2008. — ISBN 978-5-02-036033-4.